# Roncus veles
Roncus veles är en spindeldjursart som beskrevs av Bozidar P.M. Curcic och Legg 1994. Roncus veles ingår i släktet Roncus och familjen helplåtklokrypare. Inga underarter finns listade i Catalogue of Life.